# がっちりマンデー!!
『がっちりマンデー!!』は、TBSテレビ製作で、毎週日曜の午前7時30分 - 8時に放送されている生活情報バラエティ番組である。
正式なタイトルは『応援!日本経済 がっちりマンデー!! 日曜に勉強!月曜から実践!』（おうえん!にっぽんけいざい がっちりマンデー!! にちようにべんきょう!げつようからじっせん!）である。当記事では、前身の『儲かりマンデー!!』（もうかりマンデー!!）、BS-TBSで放送していた『がっちりマンデー!!プレミアム』についても記述する。

## 概要
毎週特定のテーマに沿って経済やお金についての情報を伝える番組。2004年4月4日に『儲かりマンデー!!』として放送開始、翌年の2005年4月3日に出演者はそのままで番組を『がっちりマンデー!!』へとリニューアルした。主に企業経営面を扱っているが、日曜の朝ということもありバラエティテイストで取り上げている。
タイトルにマンデー（月曜日）と記されているが、放送曜日は日曜日（サンデー）である。これは、「日曜日に学び、月曜日から実践する」という意味である。
2006年以降は年末年始に「新年会スペシャル」（年末に放送しても「新年会スペシャル」となる）と銘打った特別企画が編成されることが恒例となっており、加えて2005年12月25日には、レギュラー放送に加えて11:45 - 12:54（本来の『アッコにおまかせ!』の枠）で、生放送特番『生がっちりマンデー!!』が行われた。さらに2007年10月1日の18:55 - 20:54には、特番『緊急がっちりマンデー!!年金のギモン完全解消知らなきゃ大損SP』、2010年1月21日の19:50 - 21:18には『特大がっちりマンデー電子マネー＆ポイント知らなきゃ大損SP』、2012年12月12日の19:00 - 20:54には『特大がっちりマンデー!!業界新聞No.1ニュース大賞2012』、2013年7月30日の21:00 - 22:48には『特大がっちりマンデー!!地域の儲かるコツ知らなきゃ大損SP』、2014年6月11日の19:56 - 21:54には『特大がっちりマンデー!!2014年上半期業界新聞儲かるトップニュースSP』、2015年7月8日の19:56 - 21:54には『特大がっちりマンデー!!業界新聞の記者が選ぶ!2015年上半期儲かる最先端ニュース大賞!!』としてそれぞれゴールデンタイムに進出している。
2010年6月13日に放送300回を迎え次番組のサンデーモーニング司会関口宏が出演した。
2011年10月2日放送分よりステレオ放送を実施している。
2013年夏季改編より提供スポンサーのコマ時間、番組編成と内容の都合で次番組の『サンデーモーニング』にステブレレス接続となった。
2013年秋季改編よりBS-TBSにて当番組に出演したその企業の社長トークのディレクターズカット版である『がっちりマンデー!!プレミアム』として毎月第3土曜日11:00 - 11:55に放送を開始し、2015年春季改編で終了した。
2015年秋季改編よりネット配信を行っている。
2021年10月から「出張!がっちりマンデー!!」と題して、TBSテレビと開催地のTBS系列局との主催で地方公演を不定期で開催している。

## 出演者
前身番組『儲かりマンデー!!』も同様。

### スタジオ出演
MC(番組進行)
- 加藤浩次（極楽とんぼ）
  - 2020年10月18日・25日放送分は細菌性肺炎で入院したため欠席。『悪魔の契約にサイン』→『がっちりアカデミー!!』→『この差って何ですか?』→『人生最高レストラン』も兼任している。

- 進藤晶子（フリーアナウンサー、元TBSアナウンサー）
  - 進藤が産休のため、乙葉が2007年1月21日・2月25日・3月18日・25日放送分に、眞鍋かをりが2007年2月11日・4月1日・22日放送分にそれぞれMC代理を務めた。

ゲストコメンテーター
特定の企業をテーマとしない場合にゲストとペアで出演。
- 森永康平（森永卓郎の息子（長男）、経済アナリスト。父親の卓郎氏が逝去後はゲスト出演回数が増えている。）
- 坂口孝則（経営評論家）
- 石田健（『The HEADLINE』編集長）
- 後藤達也（経済ジャーナリスト）
- 田北浩章（東洋経済新報社代表取締役社長）
  - 「僕たち上場しました」特集において、森永に代わって出演している。

- 通山茂之（『月刊食堂』編集長）
  - もともとは、「業界新聞記者に聞いた」特集や「月刊食堂プレゼンツ○○」特集において、ネタ元としてVTR中に出演のみだったが、途中から「月刊食堂プレゼンツ○○」特集の回では森永に代わってスタジオ出演するようになった。

- 森永卓郎（経済アナリスト）
  - 準レギュラー並のゲスト出演回数の実績がある。
  - 『オールスター感謝祭』では裏番組（「めちゃ×2イケてるッ!」）の関係で出演できなかった加藤に代わり、当番組の代表として出演していた。
  - 前述の加藤欠席時はMC代理も兼任。
  - 毎回番組終盤に今後の注目商品等を加藤や進藤に聞かれ、「はい、それは、CM2の後で!」と返し第2CMに入るのが定番であった。
  - 過去に数回、息子（長男）の康平氏とも当番組で共演している。
  - 晩年は闘病中で、体調を考慮しながら出演していたが、2025年1月28日に逝去。生前最後のテレビ出演となった2月2日放送分では追悼のメッセージが流され、2月9日には追悼特番「ありがとう森永さんスペシャル」が放送された。

その他
- 特定の企業をテーマとした場合はその企業の会長や社長が単独で出演し、ゲストコメンテーターやゲストは出演しない。ただし2008年5月4日に出演した田中義剛の肩書きは「花畑牧場代表取締役社長」だったが、「地方がっちりシリーズ」の一つとして取り上げたため、森永卓郎とともに一般ゲスト扱いで出演している。その企業の社長が単独で出演する場合はトーク部分の収録が長くなるので、地上波ではカットしてしまうが『プレミアム』ではカットしたトークも視聴できるようになった。
- かつては、北村森（『日経トレンディ』編集長）、西沢邦浩（『日経ヘルス』編集長）、伊藤洋一（三井住友トラスト基礎研究所・主席研究員）、宋文洲（ソフトブレーンアドバイザー）、 蟹瀬誠一（ジャーナリスト）、 池上彰（ジャーナリスト）、斎藤精一郎（NTTデータ経営研究所所長）らがゲストコメンテーターとして出演したこともある。
- シリーズものでは「世界の億万長者」シリーズはデーブ・スペクターとパトリック・ハーラン（パックンマックン）が、「鉄道ビジネス」シリーズは森永卓郎、向谷実、南田裕介（ホリプロマネージャー）の3人が、「月刊食堂」シリーズははるな愛がゲストコメンテーターで出演する。

### VTRリポーター
いずれも出演当時は、TBSアナウンサー。
全員がスーツ姿に伊達眼鏡の格好で登場していた。
肩書きは「経済予報士見習い」であるが、初期の岡村と水野は「経済予報士見習い補佐」となっていた。「経済予報士」という資格は実在しないため、肩書きから「見習い」が消えることはない。2009年度後半から出演はなく、ディレクターがリポートを行っている。なお、岡村・枡田・杉山・水野は、番組公式サイトには出演しなくなった後も2014年まで出演者として記載されていた。
- 岡村仁美
  - 後述の川田亜子が進藤のMC代理を務めた際、VTRリポーターで出演（2007年3月4日・25日・4月1日放送分）していたが、進藤の復帰後もかなりの割合で出演し、2008年5月までの段階では川田と同じ程度の出演頻度となっていた。川田の逝去に伴い、肩書きから「補佐」が消えた。
- 枡田絵理奈（出演当時TBSアナウンサー）
  - 川田逝去後半年程度は岡村のみでやり繰りしていたが、岡村自身も週6日生放送出演と多忙（実際、スタッフのみで取材するケースがこの間増えていた）ということもあり、2008年11月16日より新たにVTRリポーターとして加入した。
- 杉山真也
  - 枡田に続いて2008年12月14日の放送より新加入したが、登場頻度は高くない。月曜→火曜深夜に放送されていた兄弟番組『ざっくりマンデー!!』の司会者でもある。
- 水野真裕美
  - 後述の川田亜子が進藤の司会代理を務めた際、VTRリポーターで出演（2007年3月18日・4月22日放送分）。その後、2008年5月まで本人が病気による長期休養に入っていたため、岡村とは異なり臨時出演のみにとどまった。しかし、2009年春頃に約2年ぶりの再登場を果たした。
- 川田亜子
  - 本来のMCである進藤がテニス中継（WOWOW）などの担当で多忙になる場合、原則として川田が代役を務めていた。その場合、川田はVTRリポーターとの兼任だった（進藤の産休期間でのMC代理では2007年1月28日・2月4日・18日・3月4日・11日・4月15日放送分）。進藤復帰後は本人のフリーアナウンサー転向もあり、一時は登場頻度が大幅に低下し、不定期の出演となっていた。そして2008年5月18日放送分（「粘着テープ&シール業界」）のレポートが最後の出演となった（同月25日に逝去）[5]。6月1日の放送終了時に提供クレジットの後、追悼メッセージを流した。

## スタッフ（2025年7月以降）
- ナレーション：木村匡也（2018年4月29日 - ）
- 構成：都築浩、本松エリ
- TM：掛田大輔
- 美術：水野谷重謙（以前は美術プロデューサー）
- CGデザイン：teevee graphics
- リサーチ：インスティテュート・ワープ
- 編集：渡邊一輝、五十嵐舞緒、林隆弘、斉藤璃成、佐藤喜世美、佐藤拓海、小田光理【週替り】
- MA：轉石裕治
- 音効：江本成治
- 配信：森岡史典（2025年7月 - ）
- 編成：佐藤礼子
- 番宣：正木文菜
- TK：鈴木裕恵
- デスク：松崎由美
- 協力：東京オフラインセンター
- AD：山田遊月、李衍珍、塚本大誠、及川雄誌、吉川翔希、宮本恭輔、近藤玲未、川口愛未、押野蒼依、横山絢萌【週替り】
- ディレクター：照井有、丹川祥一、飯塚一志、喜田浩文、山田正尚、齋藤裕弘、山口博、大野莉奈、吉村正好、堂本燎（大野・堂本→以前はAD）【週替り】
- キャスティングP：鈴木愛子（以前はAP）
- 総合演出・プロデューサー：大松雅和（以前は総合演出→プロデューサー・総合演出→総合演出）
- プロデューサー：唐澤弦志（2023年7月9日 - ）、杉村和彦（以前はプロデューサー→制作プロデューサー）
- 制作協力：SOLIS produce【毎週】、frame inf.【不定期】
- 制作：TBSテレビ制作局制作三部
- 製作著作：TBS

### 過去のスタッフ
- ナレーション：奥田民義（2004年4月4日 - 2018年4月22日）、堀井美香（TBSアナウンサー）
- 構成：島津秀泰、峯一雄
- TM：箸透、金澤健一、高松央、長谷川晃司、山下直（山下→一時離脱→復帰）、森哲郎、鈴木博之
- 美術プロデューサー：鈴木孝之、西條貴子、中原茂樹、有村美香
- MA：乾秀明、高田学、中村匠吾、新庄正昭
- 音効：石川武
- 配信：相川拓也（2022年4月 - ）
- 編成：竹中優介、田村恵里、高島美穂、吉田裕二、ちょう琴袖、中井芳彦、青木伸介、川島優子、吉田健一、三浦萌、小島健之、西田紘基、松本佳奈子
- 番宣：小林久幸、廣田彩夏
- MP：中川通成
- AD：西岡衣舞、三浦恭子、入木雅史、河野昌美、由良朋子、三原千京、月森将博、瀧本真史、石河七海、山本翠、菊田剛志、小林瑞季、山本さやか、小林実裕、親川文音
- チーフディレクター：福島ツトム
- ディレクター：河野真憲、高橋良郎、水野雅之、工藤恵司、奈良部隆久、清家史嗣、近藤貴浩、河本誠司、内山大輔、堤俊博、瀬川剛守、鴛海剛、山浦太郎、真鍋正孝、田口雅治、佐々木泰知、林口広平、小栗涼、荷見基成、中山暢浩、佐藤秀樹、渡邊智哉、三浦信一、伊藤良美、金原永知、
- AP：橋本美和
- プロデューサー：井田重利、那須田淳、金原将公、水野剛寿（水野→2022年7月10日 - 2024年6月30日）
- チーフプロデューサー→CP：戸髙正啓→合田隆信→石黒光典（石黒→以前はプロデューサー→CP→担当プロデューサー）
- 制作協力：ZIPPY

## 放送休止
- 毎年4月上旬（4月第2金曜日〜第2月曜日）に開催される『マスターズオープンゴルフトーナメント』などのスポーツ中継が放送される際は休止となる場合もある。
- 年末年始には、『週刊!健康カレンダー カラダのキモチ』 → 『健康カプセル!ゲンキの時間』の拡大版を放送する場合は休止。
  - 稀に『世界陸上』編成で（アジア、アメリカで開催に限り）休止する場合もある。
- 2004年10月24日の放送は、前日発生した新潟県中越地震の報道特別番組のため休止、翌週の10月31日に放送された。
- 2011年3月13日の放送は、前々日に発生した東日本大震災の報道特別番組のため休止となった。
- 2014年7月6日は、『2014 FIFAワールドカップ準々決勝・オランダvsコスタリカ』延長のため休止。
- 2015年12月27日は、『サンデーモーニング』の拡大版（年末スペシャル）、2017年1月8日と2018年1月7日と2019年1月6日は、『サンデーモーニング』の拡大版（新春スペシャル）（7:00～9:54）、2020年1月5日と2021年1月10日と2022年1月9日と2023年1月8日と2024年1月7日と2025年1月5日は、『サンデーモーニング』の拡大版（新春スペシャル）（7:30～9:54）放送のため休止。
- 2016年8月21日は、『リオデジャネイロオリンピック・陸上決勝(男子400m･女子400mリレー他)』放送のため休止。
- 2017年1月1日は、年始特別番組放送のため休止。
- 2018年8月26日は、『ジャカルタアジア競技大会・女子マラソン』放送のため休止。
- 2021年1月3日は、新春ワクワクドラマSP『MIU404』第5話～第9話の放送のため休止。
- 2022年1月2日は、新春ワクワクドラマSP『99.9-刑事専門弁護士-SEASONII』第5話～第8話の放送のため休止。
- 2023年1月1日は、『ニューイヤー駅伝2023』の中継のため休止。
- 2023年10月15日は、マラソングランドチャンピオンシップ男子 2024年パリオリンピックマラソン代表選考レースの中継のため休止。
- 2023年12月31日は、『健康カプセル!ゲンキの時間』が30分遅れの（7:30～8:00）の放送のため休止。

## ネット局
ネット局では時刻表示を行っているが、「番組（ネット）送出はしない」というTBS系列の時刻表示運用ルールのため各局別（ローカル）送出で行っている。
| 放送対象地域   | 放送局                   | 系列    | 放送日時         | ネット状況      | 脚注      |
| -------------- | ------------------------ | ------- | ---------------- | --------------- | --------- |
| 関東広域圏     | TBSテレビ (TBS)          | TBS系列 | 日曜 7:30 - 8:00 | 制作局          | 制作局    |
| 北海道         | 北海道放送 (HBC)         | TBS系列 | 日曜 7:30 - 8:00 | 同時ネット      |           |
| 青森県         | 青森テレビ (ATV)         | TBS系列 | 日曜 7:30 - 8:00 | 同時ネット      |           |
| 岩手県         | IBC岩手放送 (IBC)        | TBS系列 | 日曜 7:30 - 8:00 | 同時ネット      |           |
| 宮城県         | 東北放送 (tbc)           | TBS系列 | 日曜 7:30 - 8:00 | 同時ネット      |           |
| 山形県         | テレビユー山形 (TUY)     | TBS系列 | 日曜 7:30 - 8:00 | 同時ネット      |           |
| 福島県         | テレビユー福島 (TUF)     | TBS系列 | 日曜 7:30 - 8:00 | 同時ネット      | [ 注 7 ]  |
| 山梨県         | テレビ山梨 (UTY)         | TBS系列 | 日曜 7:30 - 8:00 | 同時ネット      |           |
| 新潟県         | 新潟放送 (BSN)           | TBS系列 | 日曜 7:30 - 8:00 | 同時ネット      |           |
| 長野県         | 信越放送 (SBC)           | TBS系列 | 日曜 7:30 - 8:00 | 同時ネット      |           |
| 静岡県         | 静岡放送 (SBS)           | TBS系列 | 日曜 7:30 - 8:00 | 同時ネット      |           |
| 富山県         | チューリップテレビ (TUT) | TBS系列 | 日曜 7:30 - 8:00 | 同時ネット      |           |
| 石川県         | 北陸放送 (MRO)           | TBS系列 | 日曜 7:30 - 8:00 | 同時ネット      |           |
| 中京広域圏     | CBCテレビ (CBC)          | TBS系列 | 日曜 7:30 - 8:00 | 同時ネット      |           |
| 近畿広域圏     | 毎日放送 (MBS)           | TBS系列 | 日曜 7:30 - 8:00 | 同時ネット      |           |
| 鳥取県・島根県 | 山陰放送 (BSS)           | TBS系列 | 日曜 7:30 - 8:00 | 同時ネット      |           |
| 岡山県・香川県 | RSK山陽放送 (RSK)        | TBS系列 | 日曜 7:30 - 8:00 | 同時ネット      |           |
| 広島県         | 中国放送 (RCC)           | TBS系列 | 日曜 7:30 - 8:00 | 同時ネット      |           |
| 山口県         | テレビ山口 (tys)         | TBS系列 | 日曜 7:30 - 8:00 | 同時ネット      |           |
| 愛媛県         | あいテレビ (itv)         | TBS系列 | 日曜 7:30 - 8:00 | 同時ネット      |           |
| 高知県         | テレビ高知 (KUTV)        | TBS系列 | 日曜 7:30 - 8:00 | 同時ネット      |           |
| 福岡県         | RKB毎日放送(RKB)         | TBS系列 | 日曜 7:30 - 8:00 | 同時ネット      |           |
| 長崎県         | 長崎放送 (NBC)           | TBS系列 | 日曜 7:30 - 8:00 | 同時ネット      | [ 注 8 ]  |
| 熊本県         | 熊本放送 (RKK)           | TBS系列 | 日曜 7:30 - 8:00 | 同時ネット      |           |
| 大分県         | 大分放送 (OBS)           | TBS系列 | 日曜 7:30 - 8:00 | 同時ネット      |           |
| 宮崎県         | 宮崎放送 (MRT)           | TBS系列 | 日曜 7:30 - 8:00 | 同時ネット      |           |
| 鹿児島県       | 南日本放送 (MBC)         | TBS系列 | 日曜 7:30 - 8:00 | 同時ネット      |           |
| 沖縄県         | 琉球放送 (RBC)           | TBS系列 | 日曜 7:30 - 8:00 | 同時ネット      |           |
| ネット配信     |                          |         |                  |                 |           |
| 全国           | TVer                     | TVer    | 日曜 8:00 更新   | 日曜 8:00 更新  | [ 注 9 ]  |
| 全国           | GYAO!                    | GYAO!   | 月曜 16:00 更新  | 月曜 16:00 更新 | [ 注 9 ]  |
| 全国           | Paravi                   | Paravi  | 日曜 8:00 更新   | 日曜 8:00 更新  | [ 注 10 ] |

## 誤植
2023年5月14日放送分にて、「実は国産な会社」として取り上げた革靴のメーカー、リーガルコーポレーションの工場（厳密には子会社「チヨダシューズ」の工場）の所在地を、テロップ上で加茂市ではなく誤って燕三条市と紹介した。そもそも燕三条市は存在せず、Twitterなどでこのことに対する指摘が相次いだ。なお、TVerなどの配信では、同日中にテロップの修正が行われている。

## 派生番組
同一スタッフにより、以下のような派生番組が製作されていた（いずれも放送終了）。
- ざっくりマンデー!!（2008年10月 - 2010年3月）
- がっちりアカデミー!!（2010年4月 - 2011年9月）

また、日曜昼のバラエティ番組『アッコにおまかせ!』では、「がっぽりサンデー!!」と称し、賢く儲ける方法等を紹介するコーナーを放送していた。